# Lycoriella sativae
Lycoriella sativae är en tvåvingeart som först beskrevs av Oskar Augustus Johannsen 1912.  Lycoriella sativae ingår i släktet Lycoriella och familjen sorgmyggor.
Artens utbredningsområde är Kansas. Inga underarter finns listade i Catalogue of Life.